# Franz Blum (Bildhauer)
Franz Blum (* 8. März 1914 in Weidlingau, Niederösterreich; † 10. April 1942 in Russland) war ein österreichischer Bildhauer.

## Biografie
Blum studierte nach der Matura an der Akademie der bildenden Künste bei Anton Hanak (1932–1937). Er emigrierte 1938 in die Niederlande, wo er sich humanitär engagierte. 1940 war er in Den Haag wieder künstlerisch tätig. Sein Werk Die Schwangere wurde 1937 in der Österreichischen Galerie, seine einzige Ausstellung 1940 bei Van Lier in Amsterdam gezeigt.
Blum heiratete 1940 die Malerin Irmtraut Bilger, die eine Schwester von Margret Bilger war. Er fiel am 10. April 1942 in Russland.